# Araks
Araks eller Aras (persisk: ارس) er en stor flod i Kaukasus og Det armenske højland. Den er 1.072 km lang og har et afvandingsområde på på 102.000 km².
Udspringet ligger syd for Erzurum i Tyrkiet. Herfra løber den østover til grænsen til Armenien, hvor den drejer mod sydøst og først danner grænsen mellem Armenien og Tyrkiet. Så udgør den grænsen mellem den aserbajdsjanske enklave Nakhitjevan og Iran og derefter mellem Armenien og Iran. Derefter drejer Araks mod nordøst og danner grænsen mellem Iran og Aserbajdsjan. Ved İmişli løber den ind i Aserbajdsjan og munder til slut ud i Kura.
Araks er dæmmet op med Aras-dæmningen ved løbet i Nakhitjevan, hvor der i 1960'erne i Sovjettiden blev opført et vandkraftværk.
I antikken hed floden Araxes.